# Vaud
Vaud er en kanton i Schweiz. Hovedstaden er Lausanne. Kantonen grænser mod vest til Frankrig, mod nord til Neuchâtel, mod øst til Fribourg og Bern, mod sydvest til Valais og mod syd til Genevesøen (Lac Léman).
Længst mod nordøst ligger en eksklave, der er omgivet af Fribourg og Bern. Modsat ligger der tre fribourgske og to bernske enklaver i Vaud.

## Ekstern henvisning
- Wikimedia Commons har flere filer relateret til Vaud

46°36′N 6°33′Ø / 46.6°N 6.55°Ø